# Nicola Moscona
Nicola Moscona, né Nicolai Moscona le 23 septembre 1907 à Athènes et mort le 17 septembre 1975 à Philadelphie, est un chanteur d'opéra grec à la voix de basse.

## Biographie
Il débute en 1931 à Athènes dans le Barbier de Séville de Rossini et se produit ensuite en Grèce et en Italie où il a été invité par le gouvernement grec à se perfectionner. Il est remarqué à Milan en 1937 par le directeur du Metropolitan Opera, et il y débute la même année dans le rôle de Ramfis dans Aida, et y commence une longue collaboration qui va durer vingt-cinq ans.
Il retourne l'année suivante en Europe, se montrant à la Scala, au Maggio Musicale Fiorentino, à Bologne et à Londres, où, dans le Requiem de Verdi, il chante pour la première fois sous la direction d'Arturo Toscanini, avec lequel il va fréquemment collaborer aux États-Unis. Il chante encore les années suivantes en Italie, à la Scala et à l'opéra de Rome.
Il acquiert en 1945 la citoyenneté américaine et développe sa carrière quasi exclusivement au Metropolitan Opera, où il est apparu dans 485 représentations embrassant un vaste répertoire, y compris les titres italiens et français du XIXe siècle et des opéras de Wagner. Ses rôles les plus populaires sont Raimondo, Sparafucile, Ramfis, Ferrando, Colline, Méphistophélès. 
En 1949, il retourne pour une saison à l'opéra d'Athènes dans quatorze concerts et se mpontrant dans un stade pour un récital en présence de trente-cinq mille spectateurs. 
Après sa retraite de la scène, il enseigne à l'académie d'art vocal de l'université de Philadelphie.

## Discographie

### Gravures de studio
- Il trovatore, avec Jussi Björling, Zinka Milanov, Leonard Warren, Fedora Barbieri, dir. Renato Cellini - 1952 RCA

### Enregistrements en direct
- Aida, con Gina Cigna, Giovanni Martinelli, Bruna Castagna, Carlo Morelli, dir. Ettore Panizza - Metropolitan 1937 éd. Myto
- Messa di requiem (Verdi), avec Zinka Milanov, Kerstin Thorborg, Helge Rosvaenge, dir. Arturo Toscanini - Londres 1938 éd. Testament
- La Gioconda, avec Zinka Milanov, Carlo Morelli, Bruna Castagna, dir. Ettore Panizza - Metropolitan 1939 éd. Myto
- Messa di requiem (Verdi), avec Zinka Milanov, Bruna Castagna, Jussi Bjorling, dir. Arturo Toscanini - Carnegie Hall 1940 éd. Melodram
- Il trovatore, avec Jussi Bjorling, Norina Greco, Frank Valentino, Bruna Castagna, dir. Ferruccio Calusio - Metropolitan 1941 éd. Myto/Urania
- Rigoletto, avec Robert Weede, Hilde Reggiani, Bruno Landi, Bruna Castagna, dir. Ettore Panizza - Metropolitan 1942 éd. Bongiovanni
- Lucia di Lammermoor, avec Lily Pons, Jan Peerce, Frank Valentino, dir. Frank St.Leger - Metropolitan 1942 éd. Lyric Distribution
- Boris Godounov (Pimen), avec Ezio Pinza, Armand Tokatyan, Salvatore Baccaloni, Leonard Warren, dir. George Szell - Metropolitan éd. Lyric Distribution
- Fidelio (Don Fernando), avec Jan Peerce, Rose Bampton, Sider Belarsky, Harbert Janssen, Eleanor Steber, dir. Arturo Toscanini - New York 1944 éd. RCA
- La Gioconda, avec Stella Roman, Frederick Jagel, Leonard Warren, Bruna Castagna - Metropolitan 1945 éd. Lyric Distribution
- La Bohème, avec Licia Albanese, Jan Peerce, Frank Valentino, Anne Mc Knight, dir. Arturo Toscanini - Carnegie Hall 1946 éd. RCA
- Roméo et Juliette, avec Bidu Sayao, Jussi Bjorling, John Brownlee, dir. Emil Cooper - Metropolitan 1947 éd. Myto
- La Bohème, avec Bidu Sayao, Jussi Bjorling, Frank Valentino, Mimì Benzel, dir. Giuseppe Antonicelli - Metropolitan 1948 éd. Myto
- Lucia di Lammermoor, avec Lily Pons, Ferruccio Tagliavini, Robert Merrill, dir. Pietro Cimara - Metropolitan 1948 éd. Bensar
- Norma, avec Maria Callas, Giulietta Simionato, Kurt Baum, dir. Guido Picco -  Mexico 1950 éd. Myto/Melodram/Urania
- Aida, avec Maria Callas, Kurt Baum, Giulietta Simionato, Robert Weede, dir. Guido Picco - Mexico 1950 éd. Eklipse/Archipel
- Faust, avec Richard Tucker, Victoria de los Ángeles, Henri Noel, dir. Walter Herbert - La Nouvelle-Orléans 1953 éd. GOP/Legato Classics
- Don Carlo (le grand inquisiteur), avec Richard Tucker, Jerome Hines, Ettore Bastianini, Eleanor Steber, Blanche Thebom, dir. Kurt Adler - Metropolitan 1955 éd. Myto/Andromeda
- Lucia di Lammermoor, avec Maria Callas, Giuseppe Campora, Enzo Sordello, dir. Fausto Cleva - Metropolitan 1956 éd. Melodram